# 金固
金固（英語：Kingu），是美索不達米亞神話的神明，意思為「無技術勞動者」，為迪亞馬特的兒子與第二任丈夫，最後被馬爾杜克所殺。

## 其他
在撒迦利亞·西琴的《地球編年史》被當成月球的原稱，為迪亞馬特一顆最重要的衛星。其著作中主張，金固於一次天体碰撞中倖免於難。後來，迪亞馬特被尼比魯一分為二後，金固跟隨了地球(迪亞馬特的轉世)，然後被北風(尼比魯的一顆衛星)擊中，小了一個尺寸，成為現在的月亮。它亦被稱為迪亞馬特的守护者。月神(sin)這個名字的意思為淪陷地之主。